# Embraer ERJ 145
L'Embraer ERJ 145 è un aereo di linea regionale a medio raggio in produzione dal 1997, costruito dall'azienda aeronautica brasiliana Embraer. È caratterizzato da ala bassa con piani di coda a T, motorizzato con due turbofan (di costruzione Rolls-Royce) montati posteriormente. Ha una configurazione base per il trasporto di 52 persone.

## Storia

### Sviluppo
L'ERJ-145 fu presentato al Salone internazionale dell'aeronautica e dello spazio di Parigi-Le Bourget nel 1989 come una versione allungata e dotata di motori turbofan dell'Embraer EMB 120 Brasilia. Inizialmente l'aereo aveva ali dritte dotate di winglet, motori montati sull'ala, un'autonomia di 2.500 km e il 75% dei componenti in comune con l'EMB 120. Ma nel 1990 l'Embraer modificò totalmente il progetto a causa degli scarsi risultati ottenuti nella galleria del vento. Il nuovo progetto prevedeva un'ala a freccia di 22.3 gradi, motori sempre montati sull'ala e autonomia di 2.500 km. Questo nuovo progetto risultò buono nei test effettuati nella galleria del vento, ma la combinazione dell'ala a freccia e motori montati sotto le ali comportava un carrello d'atterraggio molto più alto del progetto iniziale.
L'evoluzione dell'aereo andò avanti con molte modifiche fino al 1991, ma è comunque evidente l'influenza subita dall'EMB 120. La versione di produzione prevede i motori montati nella parte posteriore della fusoliera, ali a freccia senza winglets, piani di coda a T e un'autonomia di 2.500 km.

### Produzione e vendita
L'ERJ 145 volò la prima volta l'11 agosto 1995 e la prima consegna avvenne nel dicembre 1996 per la ExpressJet, divisione regionale della Continental Airlines. ExpressJet impiega il più alto numero di questi velivoli: 260 dei circa 1000 in servizio. Il secondo operatore più grande è l'American Eagle Airlines, con 107 aerei.
Con la nascita di un accordo nel 2003 tra la Embraer e l'Harbin Aviation Industry Group cinese, l'ERJ 145 viene prodotto per il mercato cinese assemblando kit prodotti altrove dalla Embraer.

## Versioni e varianti
Per venire incontro alle esigenze degli acquirenti, l'Embraer ha realizzato diverse versioni dell'ERJ-145. 

### Versioni civili
ERJ 135
versione accorciata del ERJ 145.
ERJ 140
versione del ERJ 145 con 6 posti in meno destinata principalmente al mercato Americano.
ERJ 145
versione base.
ERJ 145ER - Extended Range
aumentata la capacità di carburante, con conseguente aumento dell'autonomia.
ERJ 145LR - Long Range
aumentata la capacità di carburante e la potenza dei motori.
ERJ 145XR - Extra Long Range
diversi miglioramenti, inclusi l'adozione di winglet per ridurre il consumo di carburante, l'aggiunta di un serbatoio centrale, l'aumento della velocità massima e della potenza dei motori.
ERJ 145EU
modello per il mercato europeo.
Legacy 600
Versione Business Jet derivato dal ERJ 135.

### Varianti militari
C-99A
aereo da trasporto
EMB 145 SA (R-99 model A)
versione AWACS.
EMB 145 RS (R-99 model B)
versione per rilevazioni a distanza.
EMB-145MP/ASW
versione pattugliatore marittimo.

## Utilizzatori

### Civili
(lista parziale)
Gran Bretagna
BMI Regional
 Francia
- Hop!

 Messico
- TAR Aerolíneas

 Stati Uniti
- American Airlines
- American Eagle Airlines

2 ERJ140LR ceduti alla Fuerza Aérea Argentina a dicembre 2023.

### Militari
Belgio
- Composante Air de l'armée belge

2 ERJ 145LR in servizio dal 2001 al 2020.
 Brasile
- Força Aérea Brasileira

6 C-99A Amazonia da trasporto e 2 VC-99C Amazonia da trasporto VIP consegnati ed in servizio al dicembre 2017.
 Guinea Equatoriale
- Fuerza Aérea de Guinea Ecuatorial

1 ERJ 145EP consegnato.
 India
- Bhāratīya Vāyu Senā

4 ERJ-145 consegnati.

## Incidenti
L'ERJ 145 detiene il primato di nessun incidente dovuto a cause meccaniche; gli incidenti avvenuti furono dovuti perlopiù a errori umani. In un caso il pilota atterrò troppo velocemente toccando terra ad una velocità quattro volte superiore a quella prevista; in un altro caso un volo ExpressJet uscì di pista a causa delle condizioni meteo: non ci furono feriti e il velivolo tornò in servizio. In un altro volo ExpressJet di addestramento il pilota toccò terra troppo velocemente: l'aereo fu inutilizzabile ma non ci furono vittime.